# VOA通信所
VOA通信所 (Voice of America Okinawa Relay Station) は、沖縄にあったアメリカ公共放送ボイス・オブ・アメリカ「アメリカの声」放送局の中継拠点。1951年、GHQ占領下の東京にあったVOA放送局は沖縄に移転した。極東アジア情勢の変動の中で、対共産圏への情報戦略・宣伝工作を担うものだった。1972年の沖縄返還を境に沖縄のVOA施設の問題は大きな政治外交上の問題となり、1978年、最終的にフィリピンへ移転撤去された。また、VOAの移転費用1,600万ドルを日本が肩代わりするという密約は、1971年に「西山事件」を引き起こしたが、2010年の情報公開訴訟において、東京地裁は密約の存在を認め、国に賠償を命じた。

## VOA沖縄中継局の設立

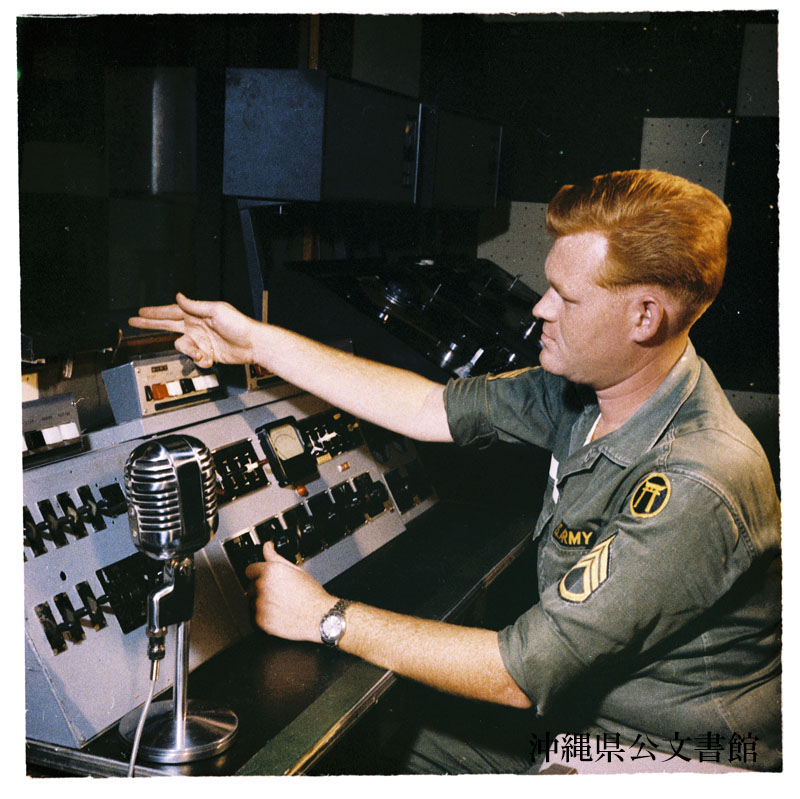
牧港補給地区補助施設の米陸軍心理作戦部隊はラジオ放送局も運営した。

1951年、放送施設として米軍基地「奥間レストセンター」の南側の土地564,000㎡を強制接収。1952年の GHQ 占領終結にむけ、VUNC (国連軍総司令部放送) やVOAといった放送電波は、次々と米軍統治下の沖縄へ移転された。VUNC の機能は牧港補給地区補助施設など米陸軍心理作戦部隊の第7心理作戦部隊に継承され、極東地域の米陸軍による対共産圏プロパガンダ・宣撫活動を担った。
1953年7月、VOA 沖縄局が始動した。本部は嘉手納基地内に、送信所は国頭村奥間に、受信所は恩納村恩納に置かれた。
1971年の沖繩返還協定資料によると、沖縄のボイス・オヴ・アメリカ中継局は、次の三つのアメリカ合衆国政府が所有する施設で構成されていた。

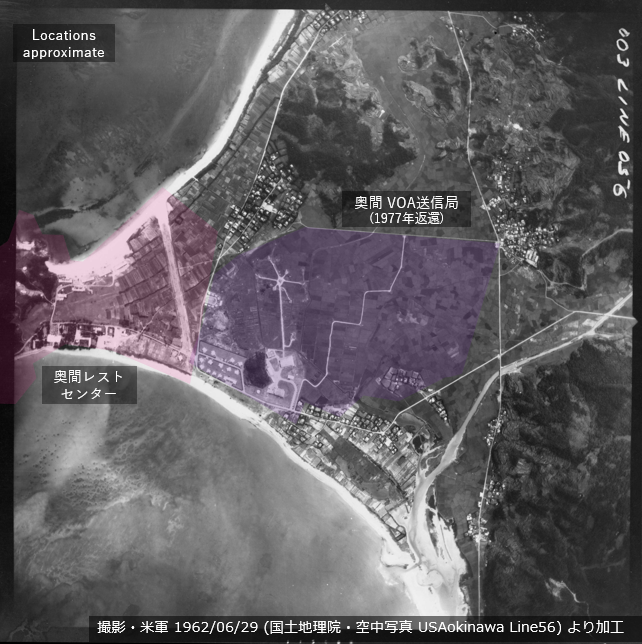
米軍保養施設奥間レストセンターに隣接し VOA 奥間発信局が 建設された。

| 沖縄の VOA 施設 | 沖縄の VOA 施設  | 返還   |
| --------------- | ---------------- | ------ |
| 本部            | 嘉手納基地       |        |
| 送信局          | 奥間 VOA送信局   | 1978年 |
| 受信局          | 万座毛 VOA受信局 | 1977年 |
| 関連施設        | 北谷 VOA関連施設 | 1977年 |

### 国頭村奥間のVOA発信局
- 場所: 国頭村赤丸岬、現在の米軍基地保養施設奥間レストセンターの南に隣接し、国頭村字奥間・字鏡地・字桃原にまたがる[5]。
- 運営用建物 14
- 住宅 14
- アンテナ 22 (中波アンテナ鉄塔6基，短波用ロンビックアンテナ鉄塔16基)[6]
- 付随の諸施設

1951年、第二次世界大戦後、中華人民共和国の誕生や朝鮮戦争・ベトナム戦争といった極東アジア情勢に対し、アメリカは対共産圏への情報戦略、宣伝工作を目的とした放送施設として V.O.A.の放送中継点を東京から米軍占領下の沖縄に移転させた。その建設に際し、米軍は、沖縄三大美田と称され、水稲の特産地として知られていた奥間平野564千m2を強制接収したが、住民には通信施設のことは知らされていなかった。10月1日に建設に着手。ほかにも恩納村の万座毛や北谷村に関連施設を設置し、1953年の開局から1977年5月15日まで、朝鮮半島や中国全土とベトナムに向け中波1波と短波7 - 9波の放送を続けた。VOAの琉球本部は嘉手納基地内に、また恩納村は受信所、国頭村奥間は発信所だった。当時日本国内における中波の最大出力が100kWであるなか、奥間VOA発信局はその10倍の1MWの出力であったため、近隣で戸外の金属が帯電し、触ると電気ショックを受けたり、配線されていない電灯がともったり、夜中に消してあったテレビが火を噴く、などの被害があった。
1977年5月、VOA施設のフィリピンへの移転撤去にともない、奥間VOA中継局は土地改良事業が実施された後、リゾートホテル (JALプライベートリゾート・オクマ) や農地宅地として利用されている。
現在、通信局跡地に一部、奥間レストセンターの土地と施設が残っている。

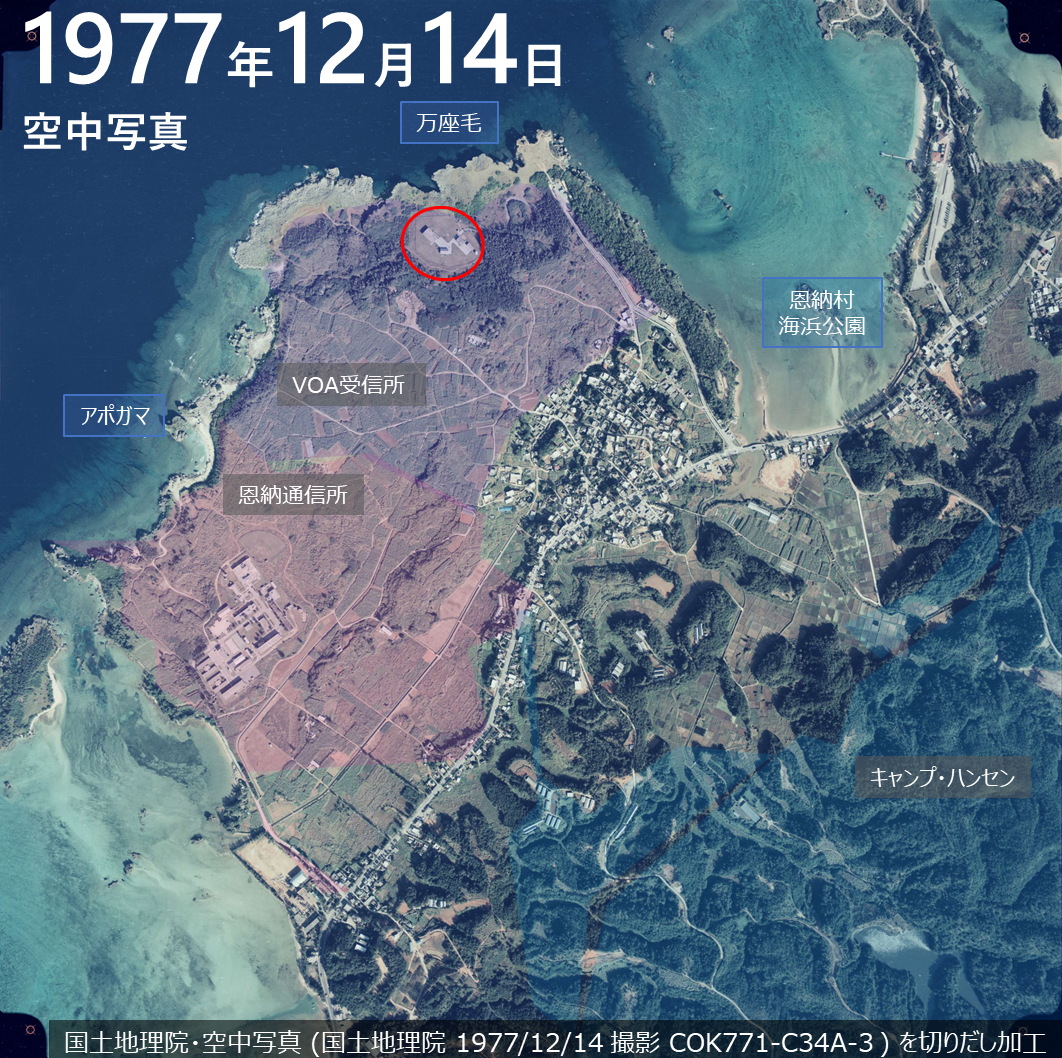
恩納通信所に隣接する恩納VOA受信所。赤丸で囲った地点は管理棟。写真の南側はキャンプ・ハンセン。国土地理院 (1977年撮影)

### 恩納村万座毛のVOA受信所
- 運営用建物 3
- アンテナ 27
- 付随の諸施設

国頭村奥間のVOA送信所と対になる受信施設は恩納村の万座毛にあった。山が海岸まで迫っており、極めて平地の少ない恩納村で、米軍は恩納地区の数少ない海側100haの平地を強制接収し、南側60haは米軍恩納通信所(FAC6013)、有名な観光地となった万座毛のある北側40haはVOA受信施設を建設した。
山続きの地形の多い恩納村で、唯一の穀倉地帯である恩納村の平地は、1952-1954年に米軍によって接収された。
1952年3月1日から万座毛で工事が着工された14万坪の土地に関して、何らの契約も土地代も支払われていないうえに、更に1954年に13万坪の土地が接収された。当時の琉球列島米国民政府の公安局が記録した「琉球警察報告書」の恩納通信所建設のための土地の強制接収に関する資料「軍事使用の土地接収に関して開かれた会議」が沖縄公文書館に残されており、それによると、1954年4月13日15時から16時50分にかけて恩納区公民館で村民の会議が開かれた。(1) 米国民政府 (USCAR) から「南恩納区の西側のすべてのエリア」を米軍に明け渡すか譲渡するか、と要求されていること (2) 没収する面積は14万8千坪にもなり、そのことで恩納区及び南恩納区の農地の約3分の2が失われること等、民政府の公安警察がこの会議に出席した人物名と発言内容などをすべて英文で記録している。反対の動きを米軍が徹底して監視していたことがわかる。
恩納VOA送信所は1977年に返還されたが、南側の恩納通信所は1995年まで運用された。1995年の返還後、跡地からPCBや水銀、カドミウム、鉛、ヒ素等の有害物質が検出され、跡地開発を困難なものにさせている。

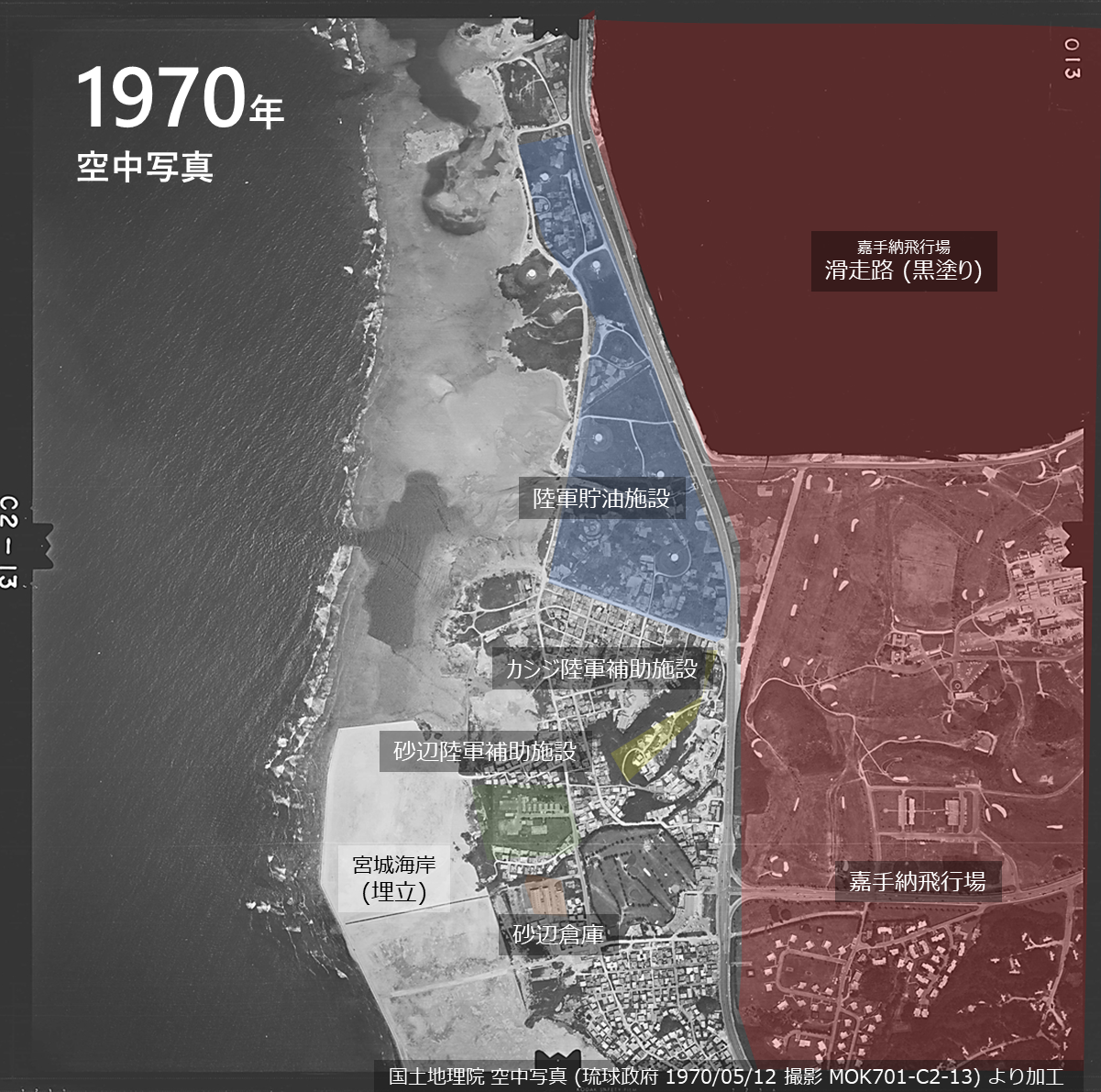
1970年の沖縄県北谷町砂辺周辺。アメリカ軍基地（嘉手納基地、陸軍貯油施設、カシジ陸軍補助施設、砂辺倉庫、砂辺陸軍補助施設）がならぶ1970年代の北谷町字砂辺周辺。周辺には米軍住宅やゴルフ場がならぶ。カシジ陸軍補助施設の右手 (浜川地区) にはアメリカ国務省職員 (VOA通信所) の住宅と事務所があった。また宮城海岸（北谷町字宮城）が埋め立てられていることがわかる。（琉球政府 1970年5月12日撮影）

### 北谷村浜川のVOA施設
1970年代の沖縄県北谷町砂辺周辺にはアメリカ軍基地（嘉手納基地、陸軍貯油施設、カシジ陸軍補助施設、砂辺倉庫、砂辺陸軍補助施設）と米軍住宅やゴルフ場が並んでいた。カシジ陸軍補助施設の右手 (浜川地区) にはアメリカ国務省職員 (VOA通信所) の住宅と事務所があった。
- 住宅 9
- 事務用建物 1
- 運営用建物 1
- アンテナ 5

北谷町浜川にあったVOA関連施設の土地55千m2は1977年に返還された。

## VOA施設の返還と密約

### VOA施設の返還と密約
1972年5月の沖縄返還を前にして、沖縄から共産圏に向けて米プロパガンダ放送を発信するVOA施設の存在は、大きな外交上の政治問題「VOA存続問題」として浮上した。沖縄返還交渉の際、日本政府は米国に対し、中国政府を刺激するとの理由から、沖縄のVOA施設拠点の撤去を要求したが、米側は継続利用を求めた。結果的に、沖縄返還から5年間はVOA施設の継続使用を認め、その後は2年後に協議を始めることで合意した。(沖縄返還協定第8条)。沖縄返還に関しては、今も明らかになっていない複数の「密約」があったことが指摘されるが、その中の一つが、この日本政府によるVOA施設移転費1600万ドルの負担合意だったとされる。
1977年5月、沖縄還後、VOA施設のフィリピンへの移転撤去にともない、恩納村の574千m2、北谷町の55千m2のVOA関連施設の土地が返還され、翌年の1978年には奥間VOAの土地564千m2の返還が完了した。返還状況（単位：千m2）
| VOA施設    | 国頭村 奥間 | 恩納村 万座毛 | 北谷村 浜川 | 合計      |
| 1964年     | 22千m2      | 70千m2        | 0           | 92千m2    |
| 1977年     | 500千m2     | 504千m2       | 55千m2      | 1,059千m2 |
| 1978年     | 42千m2      | 0             | 0           | 42千m2    |
| 合計       | 564千m2     | 574千m2       | 55千m2      | 1,193千m2 |
| 未返還面積 | 0           | 0             | 0           | 0         |